# Уничтожить всех монстров
«Уничтожить всех монстров» («Годзилла: Парад монстров»; яп. 怪獣総進撃 Кайдзю: со: сингэки, «Общая атака монстров») — японский фильм жанра кайдзю-эйга режиссёра Исиро Хонды. Это — последний фильм в Сёва-серии фильмов о Годзилле, получившим доброжелательные отклики фанатов. Этот девятый фильм о Годзилле, пятый фильм о Мотре, четвёртый фильм о Родане, а также третий, в котором появляется Кинг Гидора и второй, в котором появляются Ангирус, Варан, Манда, Барагон, Горозавр, Минилла и Кумонга (Варан и Ангирус здесь впервые показаны цветными).

## Сюжет
В 1999 году Япония основывает колонию на Луне, а также совместно с ООН отправляет всех земных монстров на специальный остров-заповедник Монстр-лэнд — один из Бонинских островов, для охраны и последующего изучения. Специальные контроллеры, выпускающие дым при приближении крупных живых существ и защитный экран, окружающий остров, не дают монстрам сбежать. Однако злобные инопланетяне Киллиаки, основавшие базу на Луне, берут чудовищ под свой контроль и направляют их в крупнейшие города мира, чтобы начать захват Земли. Годзилла врывается в Нью-Йорк, Родан — в Москву, личинка Мотры — в Пекин, Горозавр — в Париж, Манда — в Лондон. Команда астронавтов прибывает на Землю, но сталкивается с людьми, контролируемыми Киллиаками. Они возвращаются на Луну и ликвидируют находящуюся там базу Киллиаков.
В конце концов все монстры — Годзилла, Минилла, личинка Мотры, Родан, Горозавр, Ангирус, Манда, Кумонга, Барагон и Варан освобождаются от контроля и собираются близ горы Фудзи. Чтобы избавиться от монстров, Киллиаки посылают Кинга Гидору, но земные монстры расправляются с ним. Тогда Киллиаки применяют своё секретное оружие под названием «Огненный Дракон». Астронавтам удаётся направить действие Огненного Дракона против Киллиаков. База инопланетян уничтожена, а монстры возвращаются на остров Монстр-лэнд, где доживают остаток жизни, мирно сосуществуя друг с другом.

## История создания фильма
Изначально фильм планировалось назвать «All Monsters Attack Directive». В первоначальной версии сценария присутствовали Годзилла, личинка Мотры, Кинг Гидора, Родан, Барагон из фильма «Франкенштейн против Барагона», Варан из фильма «Великий монстр Варан», Кумонга из фильма «Сын Годзиллы», Манда из фильма «Атрагон: Летающая суперсубмарина», Эбира из фильма «Годзилла против морского монстра» и гигантский морж Магума из фильма «Горас». По сценарию Магума должен был вместе с Барагоном охранять базу Киллиаков. Из конечного варианта сценария Эбира и Магума были убраны. Также были добавлены ещё три монстра — Ангирус из фильма «Годзилла снова нападает», Минилла из фильма «Сын Годзиллы» и Горозавр из фильма «Побег Кинг-Конга». Также роль Барагона стала менее значимой. В конечном сценарии он должен был атаковать Париж, но на съёмках сцены атаки Парижа костюм Барагона находился на съёмках сериала «Ultraman» и его пришлось заменить Горозавром.
Во время съёмок фильма костюм Варана порвался. Из-за этого монстра показывали относительно мало.

## Американская версия
В 1969 году компания American International Pictures транслировала фильм в Северной Америке. Версия для трансляции в Америке была создана студией Titan Productions (ранее известной как Titra Studios).
Были произведены следующие изменения:
- Диалоги были дублированы на английский голосами Хэла Лайндэна и других американских актёров.
- Начальные слова диктора «Конец двадцатого века» были заменены на «1999 год».
- Вступительные титры были перемещены в конец фильма, а также были изменены на белые титры на чёрном фоне.
- Вырезано: Минилла закрывает глаза передними лапами, когда Кинг Гидора сбрасывает Ангируса.
- Вырезано: Барагон и Варан сражаются с армией.
- Вырезано: Битва Годзиллы и Манды в Токио.
- Марш, написанный Акирой Ифукубэ, игравший во время вторжения монстров в Токио, был добавлен в качестве фона к конечным титрам.

Эта версия фильма стала «международной версией» Toho. Фильм без удалённых сцен, дублированый токийской компанией Уильяма Росса Frontier Enterprises стал продаваться за рубежом в 1968 году. Позже American International Pictures обнаружили, что дубляж является стандартным и передали фильм без удалённых сцен на студию Titan Productions для записи нового дубляжа.